# Radioplane OQ-2
El Radioplane OQ-2 fue el primer dron o vehículo aéreo no tripulado producido en masa en los Estados Unidos, construido por la Radioplane Company. Una versión derivada, el OQ-3, se convirtió en el blanco aéreo no tripulado más ampliamente usado por el servicio estadounidense, siendo construidos más de 9400 durante la Segunda Guerra Mundial.

## Diseño y desarrollo
El OQ-2 era un avión simple, propulsado por un motor de pistón bicilíndrico de dos tiempos, que proporcionaba 4,5 kW (6 hp) e impulsaba hélices contrarrotativas. El sistema de control por radio fue construido por Bendix. Se lanzaba exclusivamente mediante catapulta y se recuperaba por medio de un paracaídas si sobrevivía a la práctica de tiro. El tren de aterrizaje solo se usó en las versiones del OQ-2 vendidas al Ejército, para amortiguar el aterrizaje con paracaídas. Ningún dron de los enviados a la Armada, incluyendo las versiones mejoradas, tenía tren de aterrizaje.
El OQ-2 encabezó una serie de versiones similares mejoradas, siendo producidos en cantidad el OQ-3/TDD-2 y el OQ-14/TDD-3. Radioplane construyó varios otros blancos aéreos no tripulados (incluyendo contratistas de licencia), así como otras empresas competidoras, no pasando la mayoría de ellos de la etapa de prototipo, que ocuparon los huecos en la secuencia de designación entre el "OQ-3" y el "OQ-14".
Después de que acabara la Segunda Guerra Mundial, se realizaron varios experimentos con blancos no tripulados Radioplane. En uno de ellos en 1950, un derivado del dron Radioplane OQ-3 fue utilizado para tender cables de comunicaciones militares.
Durante la guerra, Radioplane fabricó cerca de quince mil drones. La compañía fue comprada por Northrop en 1952.

## Historia operacional

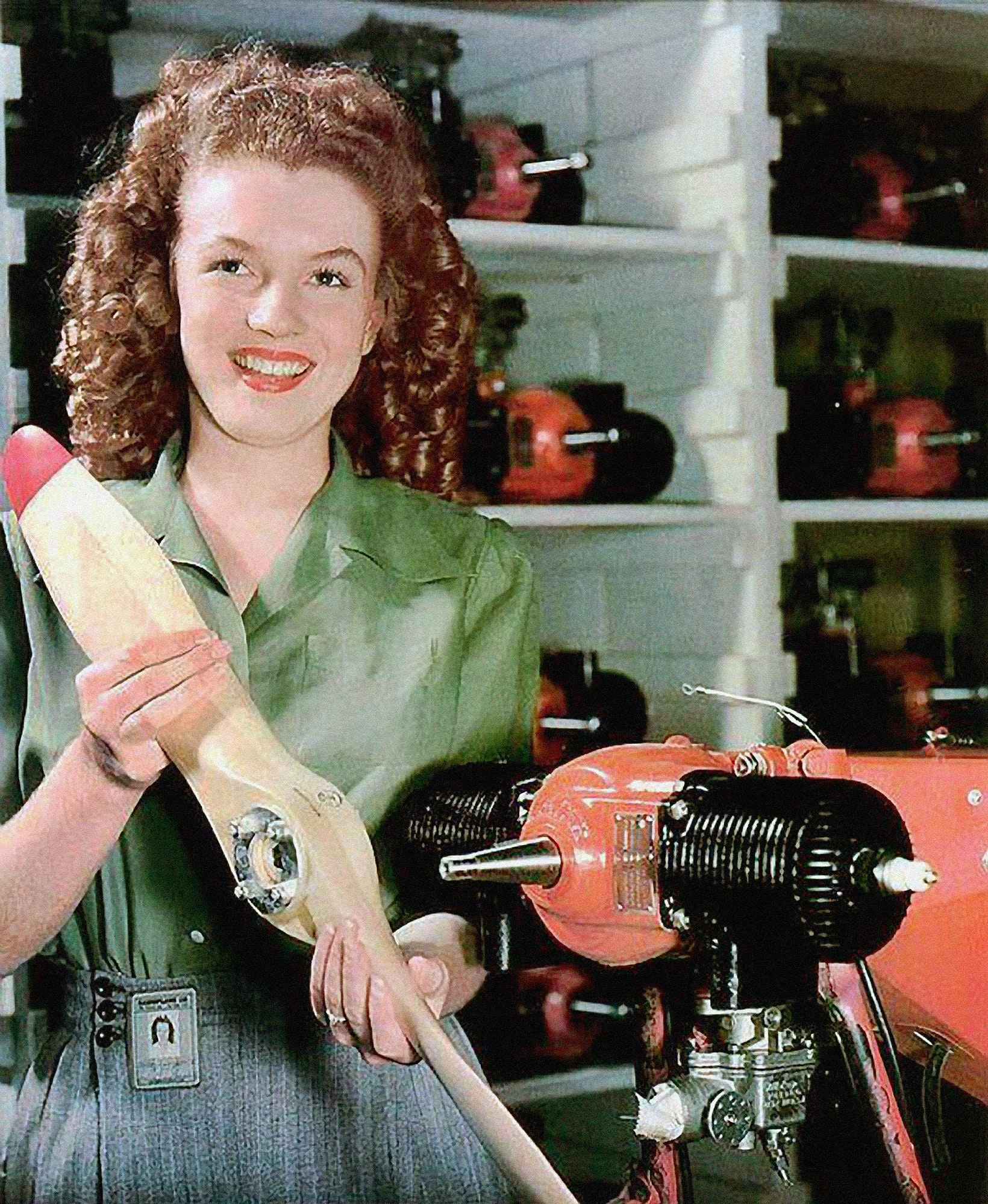
Marilyn Monroe con la hélice de un RP-5.

El OQ-2 era originalmente un pequeño modelo de avión radiocontrolado diseñado por Walter Righter. El diseño, junto con el diseño del motor, fue comprado por el actor Reginald Denny, que había presentado otro modelo al Ejército de los Estados Unidos en 1940. Bautizando el nuevo diseño como RP-2, presentó al Ejército varias versiones mejoradas como RP-2, RP-3 y RP-4 en 1939.
Inicialmente, el modelo fue designado A-1 en la secuencia Aerial Target (Blanco Aéreo), pero dicha secuencia fue abandonada y sustituida por la OQ (para blancos no tripulados) y la PQ (para blancos con capacidad de ser pilotados), al ser fácilmente confundida con la serie A de Ataque.
En 1940, el Ejército emitió una orden por 53 RP-4 (algunas fuentes se refieren al RP-4 como OQ-1, pero la designación nunca fue usada). Esta pequeña orden condujo a otra mucho mayor de 1941 del similar RP-5, que se convertiría en el OQ-2 del Ejército estadounidense, OQ significando "blanco subescalado". La Armada de los Estados Unidos también compró el dron, designándolo TDD-1, por Target Drone, Denny, 1. Se construyeron miles, fabricados en las instalaciones de Radioplane en el Aeropuerto de Van Nuys en el Área metropolitana de Los Ángeles.
Fue en esta fábrica donde, el 26 de junio de 1945, el fotógrafo del Ejército David Conover vio a una joven operaria llamada Norma Jeane Dougherty, de la que pensó que tenía potencial como modelo. Fue fotografiada en la fábrica, y acabó realizando una prueba cinematográfica como Norma Jeane, que pronto cambiaría su nombre a Marilyn Monroe.
El USAAC planeó complementar la producción del OQ-2/OQ-3 con otro modelo de dron, al que designó como OQ-5. Sin embargo, al constatar que Radioplane/Frankfort sería capaz de satisfacer la demanda, canceló dicho plan antes incluso de designar un contratista.

## Variantes
RP-1, RP-2, RP-3
Versiones iniciales de blanco aéreo radiocontrolado.
RP-4
Derivado del RP-3, comprado por el USAAC, 50 construidos.
RP-5/A-2 (OQ-2)/TDD-1
Versión mejorada del RP-4, con motor Righter O-15-1, 3865 construidos.
OQ-3/TDD-2
Versión mejorada del OQ-2, con motor O-15-3, alrededor de 9400 construidos.
OQ-5
Designación reservada por el USAAC para un modelo complementario de dron, no asignado ni construido.
OQ-7
Derivado del OQ-3 con ala media, no producido en masa.
OQ-13
Derivado del OQ-3 de uso marítimo.
RP-8/OQ-14/TDD-3/TDD-4
Versión muy mejorada del OQ-3, con motor O-45-1, alrededor de 5200 construidos.

## Operadores
Estados Unidos
- Cuerpo Aéreo del Ejército de los Estados Unidos
- Fuerzas Aéreas del Ejército de los Estados Unidos

## Especificaciones (OQ-2)

### Características generales
- Longitud: 2,7 m (8,7 ft)
- Envergadura: 3,7 m (12,2 ft)
- Peso cargado: 47 kg (103,6 lb)
- Planta motriz: 1× motor de dos cilindros refrigerado por aire Righter O-15-1.
  - Potencia: 5 kW (7 HP; 7 CV)

### Rendimiento
- Velocidad máxima operativa (Vno): 137 km/h (85 MPH; 74 kt)
- Alcance: 60 min

## Aeronaves relacionadas

### Secuencias de designación
- Secuencia RP-_ (interna de Radioplane): RP-1 - RP-2 - RP-3 - RP-4 - RP-5 - RP-8 - RP-14 - RP-15 - RP-18 →
- Secuencia A-_ (Blancos aéreos no tripulados del USAAC, 1940-1941): A-1 - A-2 - A-3 - A-4 - A-5 →
- Secuencia OQ-_ (Blancos aéreos no tripulados (subescalados) de las USAAF, 1942-1948): OQ-2 - OQ-3 - OQ-4 - OQ-5 - OQ-6 - OQ-7 - OQ-11 - OQ-12 - OQ-13 - OQ-14 - OQ-15 - OQ-16 - OQ-17 →
- Secuencia TD_D (Blancos aéreos no tripulados de la Armada estadounidense, 1942-1946 (Radioplane, 1943-1948)): TDD - TD4D